# Verbandsgemeinde Rheinauen

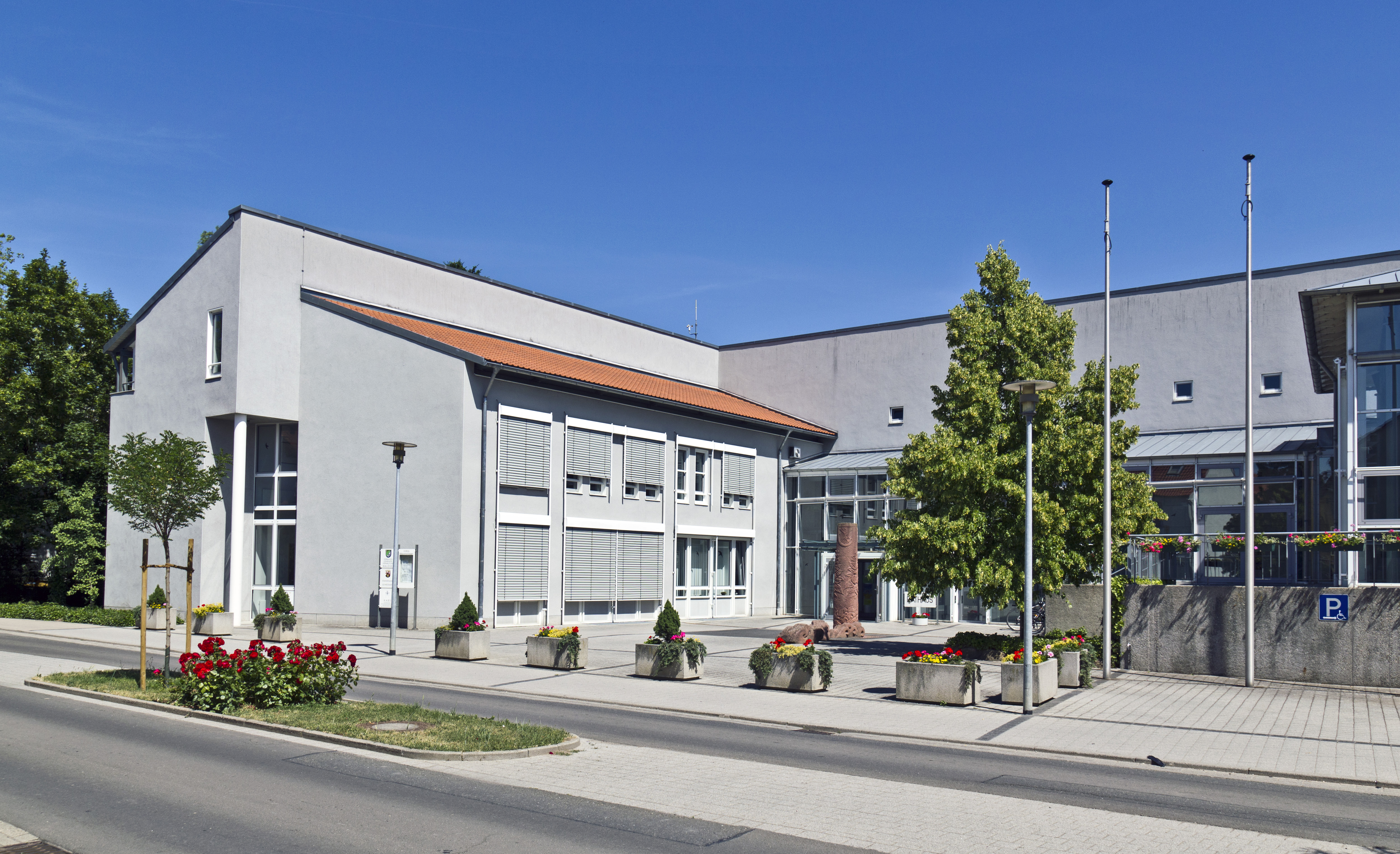
Verwaltungsgebäude der Verbandsgemeinde Rheinauen

Die Verbandsgemeinde Rheinauen ist eine Gebietskörperschaft im Rhein-Pfalz-Kreis in Rheinland-Pfalz. Der Verbandsgemeinde gehören vier eigenständige Ortsgemeinden an. Ihr Verwaltungssitz befindet sich in der Gemeinde Waldsee.
Die Verbandsgemeinde Rheinauen entstand am 1. Juli 2014 (zunächst unter dem Namen Verbandsgemeinde Waldsee) aus den Ortsgemeinden Otterstadt und Waldsee der gleichzeitig aufgelösten Verbandsgemeinde Waldsee und den bisher verbandsfreien Gemeinden Altrip und Neuhofen. Den Namen „Rheinauen“ erhielt sie am 1. Januar 2016.

## Verbandsangehörige Gemeinden
| Ortsgemeinde               | Fläche (km²) | Einwohner |
| -------------------------- | ------------ | --------- |
| Altrip                     | 10,48        | 7.764     |
| Neuhofen                   | 12,30        | 7.173     |
| Otterstadt                 | 15,57        | 3.439     |
| Waldsee                    | 12,93        | 5.943     |
| Verbandsgemeinde Rheinauen | 51,29        | 24.319    |

(Einwohner am 31. Dezember 2023)

## Geschichte
Die Verbandsgemeinde Waldsee war 1972 im Rahmen der ersten rheinland-pfälzischen Funktional- und Gebietsreform entstanden. Die Gemeinden Altrip und Neuhofen gehörten als verbandsfreie Gemeinden bis 2014 keiner Verbandsgemeinde an.
Am 28. September 2010 wurde das „Erste Gesetz zur Kommunal- und Verwaltungsreform“ erlassen mit dem Ziel, Leistungsfähigkeit, Wettbewerbsfähigkeit und Verwaltungskraft der kommunalen Strukturen zu verbessern. Bezüglich der Verbandsgemeinden wurde festgelegt, dass diese mindestens 12.000 Einwohner (Hauptwohnung am 30. Juni 2009) umfassen sollen, für verbandsfreie Gemeinden war die Einwohnerzahl auf 10.000 festgelegt worden. Die sogenannte Freiwilligkeitsphase endete am 30. Juni 2012.
Im Dezember 2011 schlossen die verbandsfreie Gemeinde Altrip und die Verbandsgemeinde Waldsee nach zustimmenden Beschlüssen des Gemeinderates Altrip, des Verbandsgemeinderates Waldsee und der Ortsgemeinderäte Otterstadt und Waldsee eine Vereinbarung über die Neubildung einer Verbandsgemeinde.
Im „Landesgesetz über die freiwillige Bildung der neuen Verbandsgemeinde Waldsee“ vom 22. November 2013 wurde festgelegt, dass die bisherige Verbandsgemeinde Waldsee zum 1. Juli 2014 aufgelöst und aus ihren Ortsgemeinden Otterstadt und Waldsee sowie den bisherigen verbandsfreien Gemeinden Altrip und Neuhofen eine neue Verbandsgemeinde gebildet wird. Diese führte zunächst den Namen „Waldsee“. Innerhalb eines Jahres sollte das fachlich zuständige Landesministerium den Namen der neuen Verbandsgemeinde letztlich festlegen. Der Landtag Rheinland-Pfalz entschied am 11. November 2015 mit den Stimmen der SPD und des Bündnis 90/Die Grünen gegen die Stimmen der CDU, dass die neue Verbandsgemeinde ab dem 1. Januar 2016 den Namen „Rheinauen“ erhält.
Die Verbandsgemeindeverwaltung der neuen Verbandsgemeinde hat ihren Sitz in Waldsee. Sie kann auch in Altrip, Neuhofen und Otterstadt jeweils eine Verwaltungsstelle einrichten.
Das Land gewährte der neuen Verbandsgemeinde aus Anlass ihrer freiwilligen Bildung eine einmalige einwohnerbezogene Zuweisung in Höhe von 926.300 Euro. Darüber hinaus erhielt die Verbandsgemeinde eine Zuweisung in Höhe von 700.000 Euro und die Ortsgemeinden insgesamt 1.900.000 Euro.

## Bevölkerungsentwicklung
Die Entwicklung der Einwohnerzahl bezogen auf das heutige Gebiet der Verbandsgemeinde Rheinauen; die Werte von 1871 bis 1987 beruhen auf Volkszählungen:
| Jahr | Einwohner |
| ---- | --------- |
| 1815 | 2.456     |
| 1835 | 3.784     |
| 1871 | 5.352     |
| 1905 | 8.146     |
| 1939 | 11.930    |
| 1950 | 12.834    |

| Jahr | Einwohner |
| ---- | --------- |
| 1961 | 14.987    |
| 1970 | 17.516    |
| 1987 | 20.277    |
| 1997 | 23.188    |
| 2005 | 23.814    |
| 2023 | 24.319    |

## Politik

### Verbandsgemeinderat
Der Verbandsgemeinderat Rheinauen besteht aus 36 ehrenamtlichen Ratsmitgliedern, die bei der Kommunalwahl am 9. Juni 2024 in einer personalisierten Verhältniswahl gewählt wurden, und dem hauptamtlichen Bürgermeister als Vorsitzendem.
Die Sitzverteilung im Verbandsgemeinderat:
| Wahl | SPD | CDU | GRÜNE | FDP | FW A | FW R | Gesamt   |
| ---- | --- | --- | ----- | --- | ---- | ---- | -------- |
| 2024 | 8   | 12  | 5     | 4   | 4    | 3    | 36 Sitze |
| 2019 | 8   | 11  | 6     | 4   | 3    | 4    | 36 Sitze |
| 2014 | 10  | 14  | 4     | 1   | 2    | 5    | 36 Sitze |

- FW A = Freie Wählergruppe Altrip e. V.
- FW W = Freie Wählergruppe Verbandsgemeinde Rheinauen e. V. (gegründet als Freie Wählergruppe VG Waldsee)[9]

### Bürgermeister
Patrick Fassott (SPD) wurde am 1. September 2019 Bürgermeister der Verbandsgemeinde Rheinauen. Bei der Stichwahl am 16. Juni 2019 hatte er sich mit einem Stimmenanteil von 58,55 % durchgesetzt, nachdem bei der Direktwahl am 26. Mai 2019 keiner der ursprünglich sechs Bewerber eine ausreichende Mehrheit erreicht hatte. Sein Vorgänger und erster Bürgermeister der neu gebildeten Verbandsgemeinde, Otto Reiland (CDU), war aus Altersgründen vorzeitig zum 31. August 2019 von seinem Amt zurückgetreten, womit die Neuwahl notwendig wurde.

### Wappen und Fahne
Aufgrund der Neubildung der Verbandsgemeinde hatte der Verbandsgemeinderat am 10. Dezember 2015 die Einführung eines neuen Wappens und einer neuen Fahne für die Verbandsgemeinde Rheinauen beschlossen. Bei der Gestaltung wurden gutachterliche Empfehlungen des Landesarchivs Speyer berücksichtigt. Als zuständige Aufsichtsbehörde hatte der Rhein-Pfalz-Kreis mit Urkunde von 22. Dezember 2015 der Einführung zum 1. Januar 2016 genehmigt.
Bei der Farbwahl der Fahne flossen alle Elemente der bisherigen Hintergrundfarben der Ortsfahnen ein. Das neue Verbandsgemeindewappen setzt sich im Kern aus den Wappen der vier Ortsgemeinden zusammen. Die Anordnung der Einzelwappen auf dem Wappenschild orientiert sich an der räumlichen Lage der Ortsgemeinden. Die Einführung eines neuen Wappens und einer neuen Fahne für die Verbandsgemeinde haben keine Auswirkungen auf die Gültigkeit der traditionellen Wappen und Fahnen der Ortsgemeinden.
Bis zur Einführung der neuen Hoheitszeichen führte die Verbandsgemeinde in ihrem Dienstsiegel das Landeswappen.
Wappenbeschreibung: Das Wappen ist geviert.
- Feld 1 für Neuhofen (Pfalz):

In Gold ein nach links gewendeter blauer Krummstab, der unten in einer auf der Spitze stehenden Raute endet. Links ein blaues Buch und rechts drei blau Kugeln (1;2 gestellt).
- Feld 2 für Altrip:

In Schwarz ein goldener rot gezungter und so bewehrter Löwe in den Vorderpranken einen auf grünem Grund stehenden schräg in Wittelsbacher Rauten (Blau-Weiß) und Rot mit goldenen Anker geteilten Schild haltend; der Anker liegt gestürzt.
- Feld 3 für Waldsee (Pfalz):

In Grün zwei gekreuzte goldene Ackerreuten mit silbernen Eisen, oben bewinkelt von einem schwebenden silbernen griechischen Kreuz.
- Feld 4 für Otterstadt:

In Silber ein blaues Gemarkungszeichen in Form eines Ringes, an den drei V-artige Winkel in gleichen Abständen, so angesetzt sind, dass deren Innenspitzen an den Außenrand des Ringes reichen.